# Пєшкова Катерина Павлівна
Катерина Павлівна Пєшкова (до шлюбу Волжина; 26 липня 1876, Суми, Харківська губернія, Російська імперія — 26 березня 1965, Москва, СРСР) — російська і радянська громадська діячка, правозахисниця. Перша, а також єдина офіційна дружина письменника Максима Горького.

## Походження та навчання
Народилася в сім'ї дворян у місті Суми тодішньої Харківської губернії. Відомі три варіанти дати її народження.
Гімназію закінчила в Самарі у 1895 році.

## Трудова діяльність
З 1895 року працювала коректоркою в «Самарской газете», в редакції якої познайомилася з Олексієм Пєшковим (Горьким), який публікував свої твори у часописі.
З0 серпня 1896 року вони обвінчалися, а в 1897 році Катерина народила сина Максима, ще в 1901 році — доньку Катю. У 1902—1903 родина жила в Нижньому Новгороді (нині музей-квартира О. М. Горького). Розійшлися за взаємною згодою. П'ятирічна дочка Катя померла від менінгіту влітку 1906 року, коли Горький з Марією Андрєєвою перебували в США, звідки Олексій Максимович надіслав покинутій дружині у Нижній втішного листа з вимогою берегти єдиного сина. Однак у них «все життя зберігалися особливі стосунки», — відзначала їх онука Марфа. За опублікованими даними, розлучення так і не було офіційно оформлене, що частково пояснює ту обставину, що Горький більше не укладав жодного шлюбу.
У 1907—1914 роках проживала разом із сином Максимом за кордоном, переважно в Парижі. Відвідувала в Сорбонні курси французької мови для росіян і лекції з соціальних наук. Працювала в організованому Вірою Миколаївною Фігнер Гуртку допомоги каторзі та заслання.
З початком Першої світової війни повернулася з Італії через Константинополь до Одеси.
Була відомою і впливовою діячкою партії есерів (член з 1905 року). І навіть після розгрому партії зберігала її архів до вилучення його Феліксом Дзержинським. У 1917 році вона член ЦК ПСР.
У 1913—1914 роках працювала в організаціях допомоги пораненим та в Червоному Хресті.
Працювала на постійній основі в організації Політичний Червоний хрест (скорочено — Помполит), очолила дитячу комісію в організації Допомога жертвам війни. На кошти Земського і Міського союзів організувала загін волонтерів з пошуку дітей, які залишилися за лінією фронту.
З 1917 року була головою бюро відтвореного в новій якості Політичного Червоного Хреста, що одержав назву Московське товариство Червоного Хреста для допомоги політичним в'язням. Пізніше була заступником голови цієї організації. Працювала з Михайлом Вінавером.
З 1919 року офіційно займалася пошуком і поверненням на батьківщину легіонерів польської армії Юзефа Пілсудського. А з 1920 року була, за сумісництвом, уповноваженою польського Червоного хреста, який допомагав польським і російським військовополоненим на території Радянської Росії і Польщі повернутися на їхню батьківщину.
У 1922 році очолила організацію Допомога політичним в'язням — єдину правозахисну організацію в СРСР, яка проіснувала до 1937 року.
У 1941 році була евакуйована до Ташкенту.
В останні роки життя — консультантка архіву Олексія Горького при Інституті літературі імені О. М. Горького (нині — Інститут світової літератури імені О. М. Горького; рос. Институт мировой литературы имени А. М. Горького РАН).

## Смерть
Померла у 1965 році в Кремлівській лікарні. Похована на кладовищі Новодівичого монастиря.

## Родина

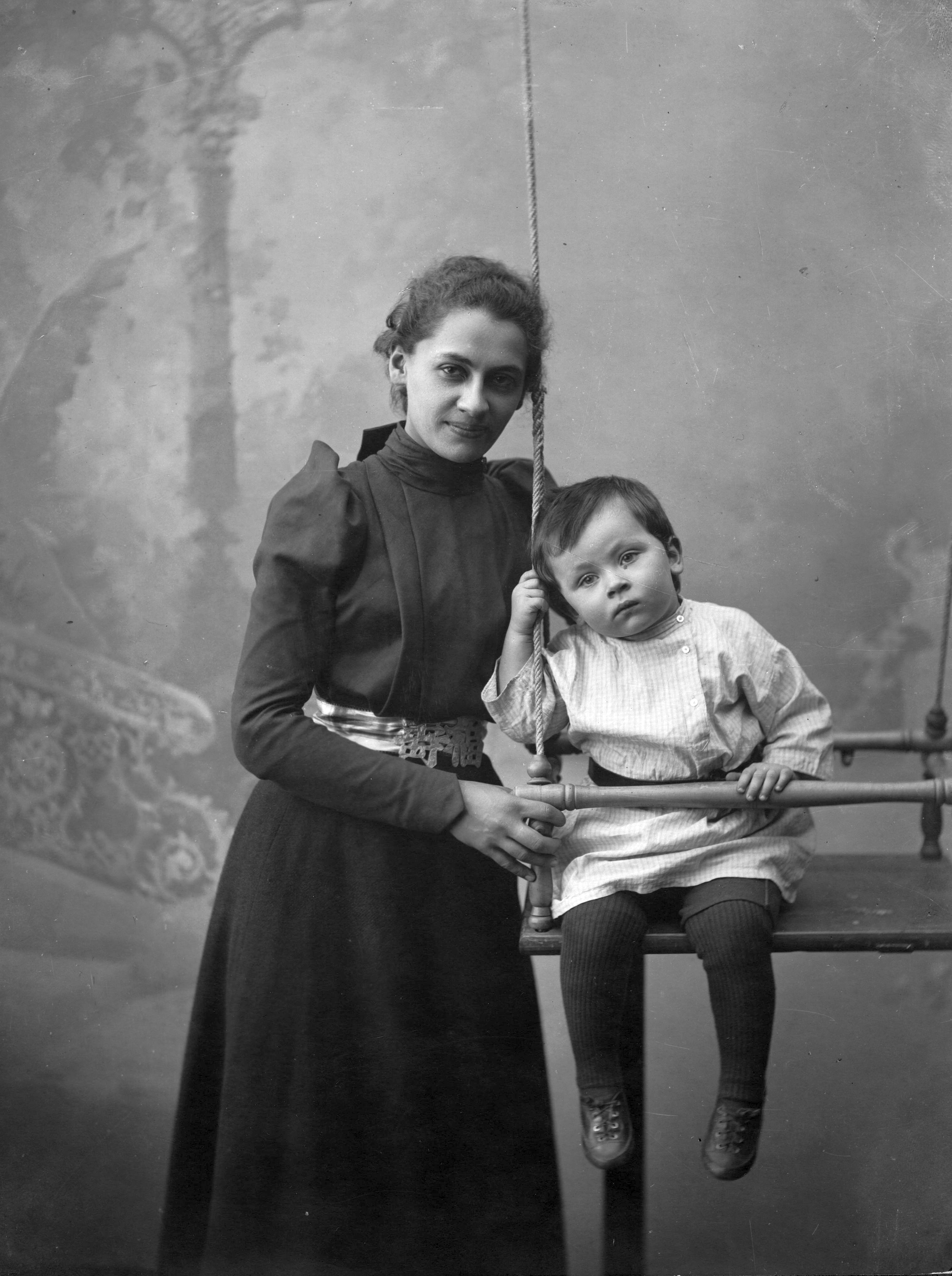
Катерина Пєшкова з сином Максимом. Нижній Новгород, 1900 рік

Сестра А. П. Волжина була дружиною етнографа Адама Богдановича.
Син — Максим Пєшков. Онуки — Марфа (дружина Серго (Сергія) Берія; правнуки — Ніна, Надія та Сергій) і Дарина (акторка Театру імені Є, Вахтангова, дружина артиста Олександра Граве; правнуки — Максим і Катерина).

## Вшанування
У Державному архіві Російської Федерації існує фонд, який називається «Помполіт. Катерина Павлівна Пєшкова». Фонд містить величезну кількість документів (більше тисячі справ, що містять листи, в основному, записки, які приходили Пєшковій від громадян, постраждалих за свої політичні переконання).